# Пнитагор
Пнитагор (др.-греч. Πνυταγόρας; умер в 332/331 до н. э.) — царь Саламина на Кипре.
Пнитагор пришёл к власти в ходе общего антиперсидского восстания против власти Артаксеркса III в 351/350 году до н. э. Хоть восстание и было подавлено, Пнитагор сохранил власть в городе. Впоследствии он в составе персидского флота участвовал в войне с македонянами, затем перешёл на сторону Александра Македонского и находился в его войске во время осады Тира 332 года до н. э. За помощь в осаде он получил в награду город Тамасс, который до этого принадлежал Китиону.

## Биография
Пнитагор принадлежал к царскому роду правителей Саламина на Кипре. Цари из рода Тевкридов, к которым принадлежал Пнитагор, возводили свой род к мифологическим героям Тевкру и Темену, что вписывало их в общую генеалогию с македонскими царями из рода Аргеадов. По одной из версий, Пнитагор был сыном Пнитагора-старшего, который погиб вместе с отцом Эвагором в 374/373 году до н. э. при странных обстоятельствах. К. Ю. Белох считал, что Пнитагор мог быть сыном дочери Никокреона. Если гипотеза о том, что Пнитагор был внуком Эвагора и сыном Пнитагора-старшего верна, то он родился не позднее 373/372 года до н. э.
Пнитагор пришёл к власти около 351/350 года до н. э. после изгнания Эвагора II, придерживавшегося проперсидской ориентации. Пнитагор присоединился к восстанию против Артаксеркса III под общим руководством царя Сидона Теннеса. Восстание оказалось неудачным. Саламин, который стал центром восстания на Кипре, предположительно в 346/345 году до н. э. был осаждён с суши и моря войском наёмников во главе с афинским стратегом Фокионом и бывшим царём Эвагором. Пнитагор стойко выдерживал осаду. После того, как против Эвагора II, которому до этого был обещан утраченный трон, было выдвинуто некое обвинение, он впал в немилость и был отозван. Пнитагор в начале 343 года до н. э. подчинился персам и остался править Саламином.
Согласно данным эпиграфики, Пнитагор получил проксению на Делосе.
С началом вторжения Александра Македонского в империю Ахеменидов в 334 году до н. э. Пнитагор вместе с другими царями Кипра предоставил свой флот персам для ведения военных действий в Эгейском море. Однако, после поражения при Иссе в конце 333 года до н. э. Пнитагор, как и другие кипрские цари, перешёл на сторону Александра. Он участвовал в осаде Тира 332 года до н. э. Когда Александр собрал флот, он хотел дать тирийцам морское сражение, от которого те уклонились. В это время Пнитагор вместе с Кратером командовал левым крылом союзного македонского флота.
Александр приказал Пнитагору блокировать северную «Сидонскую» городскую гавань. Во время одной из неожиданных атак тирийцы смогли потопить флагманскую пентеру Пнитагора. После взятия Тира Пнитагора отпустили домой. За помощь в осаде он получил в награду город Тамасс, который до этого принадлежал Китиону. В Тамассе находились богатые залежи меди, что привело к существенному увеличению могущества саламинских царей.
В следующем 331 году до н. э. в Саламине уже правил сын Пнитагора Никокреон. Арриан при описании битвы при Гидаспе 326 года до н. э. упомянул «Нитафона, сына Пнитагора, из Саламина». Ф. Штеелин считал, что Арриан ошибся в передаче имени и назвал царя Саламина Никокреона, который принял участие в походах Александра, Нитафоном, сыном Пнитагора. Г. Берве, напротив, называл Нитафона младшим братом Никокреона. В. Хеккель не исключал, что Нитафон был старшим сыном Пнитагора, которого саламинский царь был вынужден отправить к Александру. Соответственно, после скорой смерти Пнитагора царём стал младший сын Никокреон, который остался в родном городе.

## Монеты
При Пнитагоре в Саламине чеканили золотые и серебряные монеты. На золотых статерах и их производных на аверс помещали голову Афродиты со стилизованной в виде городских стен короной, на реверс — мужской бюст с длинными волосами и короной с четырьмя полукруглыми пластинами, серьгой в ухе и гривной на шее. На серебряных дидрахмах и оболах на аверс помещали увенчанный миртовым венком бюст Афродиты, на реверс — бюст Артемиды с её атрибутами луком и колчаном. Легенда «ΠΝ» и «ΒΑ» обозначает «Пнитагор» и «Царь». Данные нумизматики свидетельствуют об особом почитании и развитии культа Афродиты, которую во время правления Пнитагора воспринимали в качестве защищающей Кипр богини. Также на монетах подчёркивали её функции покровительницы брака, сексуальности и плодородия.
Золотые монеты Пнитагора чеканили по персидскому весовому стандарту, серебряные — по родосскому.
| Статер Пнитагора | Дидрахма Пнитагора |

### Исследования
- Борухович В. Г. Афины, Персия и Египет в период от союзнической войны до завоевания Египта Артаксерксом III в 343 г. до н. э. // Античный мир и археология. — 1990. — № 8. — С. 3—11.
- Евдокимов П. А. Возвращение в Саламин... Международная научная конференция "Саламин на Кипре: история и археология с древнейших времен до поздней античности" (Никосия, 21-23 мая 2015 г.) // Вестник древней истории. — 2017. — Т. 77, № 2. — С. 249—254. — ISSN 0321-0391.
- Олмстед А. История Персидской империи / Пер. с англ. А. А. Карповой. — М.: ЗАО Центрполиграф, 2012. — 575 с. — ISBN 978-5-9524-4993-0.
- Berve H. Das Alexanderreich auf prosopographischer Grundlage (нем.). — München: C. H. Beck`sche Verlagsbuchhandlung, 1926. — Vol. 2.
- Heckel W. Who's Who in the Age of Alexander and his Successors. From Chaironea to Ipsos (338—301 BC) (англ.). — Barnsley: Greenhill Books, 2021. — 554 p. — ISBN 978-1-78438-648-1.
- Hill G. A History of Cyprus (англ.). — New York: Cambridge University Press, 2010. — Vol. I. — ISBN 978-1-108-02062-6.
- Stähelin F[нем.]. Nikokreon 2 // Paulys Realencyclopädie der classischen Altertumswissenschaft :  [нем.] / Georg Wissowa. — Stuttgart : J. B. Metzler’sche Verlagsbuchhandlung, 1936. — Bd. XVII, 1. — Kol. 357—359.